# Gregorio Gregorj
Gregorio Gregorj (Casier, 12 novembre 1853 – Treviso, 27 settembre 1931) è stato un imprenditore e politico italiano, gestì la Fornace Guerra Gregorj e supportò il Partito Liberale sia direttamente che indirettamente attraverso articoli e saggi. Figura di spicco nell'ambiente culturale e politico trevigiano fu il primo mecenate di Arturo Martini e fu in corrispondenza con Luigi Bailo, Angelo Ronchese e i membri della famiglia Bindoni.

## Biografia

### L'industria
Nel 1871 eredita dalla madre, Regina Guerra in Gregorj, una delle prime imprenditrici d'Italia, la gestione della Fornace Guerra Gregorj a Sant'Antonino, piccolo borgo a sud est di Treviso. Nel 1887, a seguito di un incendio, la fornace viene ricostruita secondo il nuovo sistema Hoffmann importato nel Veneto dall'imprenditore Graziano Appiani. È il primo rapporto documentato tra i due imprenditori del laterizio, le cui diverse posizioni politiche e istanze saranno al centro del dibattito per la modernizzazione della città di Treviso fino alla morte di Appiani nel 1920.
Industrialmente meno moderna e potente della fornace Appiani, la fabbrica Gregorj, spinta dall'amore di Gregorio per l'arte, si caratterizza per la qualità delle sue ceramiche smaltate. Dopo le prime segnalazioni ad alcune esposizioni nazionali nel 1881 e 1884, nel 1890 conquista la medaglia d'oro alla prima Esposizione Operaia Italiana di Torino; nel 1895 e nel 1897 merita la medaglia d'oro a due concorsi al Merito Industriale di Roma. Nel 1898 l'industria conquista la medaglia d'argento all'Esposizione Generale Industriale di Torino. Da quel momento sono molti i premi conseguiti, tra cui si segnala: nel 1900, la medaglia d'argento all'Expo di Parigi (primo riconoscimento internazionale della fabbrica) e il gran diploma all'Esposizione Nazionale di Igiene di Napoli; nel 1906 la medaglia d'oro all'Esposizione Internazionale di Milano; nel 1930 la medaglia d'oro all'Esposizione Internazionale di Barcellona.

### La politica
Nel 1889 Gregorio entra nel consiglio comunale di Treviso tra le file dei progressisti (carica che manterrà fino al 1910) e viene eletto assessore della prima "giunta mista" formata da cattolici e progressisti. In quell'anno il consiglio comunale di Treviso, in linea con la spinta modernista e innovatrice che si registra praticamente in tutte le città italiane, inizia la discussione del suo primo piano di risanamento urbano. È il piano "Bozza-Gregorj". Autore del piano (di cui, ad oggi, non è pervenuto alcun disegno) è proprio Gregorio Gregorj che propone l'atterramento delle mura nord di Treviso e la realizzazione, nell'area liberata, di un grande lottizzazione da vendere ai privati. L'idea troverà ampio spazio nei quotidiani locali ma non sarà mai realizzata. Segna tuttavia l'inizio della fase più accesa del dibattito sulla modernizzazione della città che porterà in poco tempo a discutere gran parte delle idee che ritorneranno simili o addirittura uguali nel corso tempo e costituiranno le principali trasformazioni urbane realizzate nel Novecento (la città giardino, l'apertura dei varchi murari, il cavalcavia ferroviario, il rifacimento e l'abbattimento di ampie parti del centro storico per sfrattare le classi meno abbienti e inurbare la nuova borghesia). 
Nel 1910 Gregorio è il promotore del primo piano regolatore della città. È il piano Giuriati-Milani (dal nome dei progettisti) noto però nel dibattito trevigiano dell'epoca col nome di piano Vanzo-Gregorj, dal nome dei due ideatori: il colonnello Augusto Vanzo (1861-1931) e l'ingegnere Vincenzo Gregorj (1851-1914), amministratore pubblico, progettista, fratello di Gregorio e suo fedele alleato. Tra il 1907 e il 1909 è intenzione del governo di Roma ampliare la stazione ferroviaria e realizzare un costoso sottopasso. Gregorio considera i due progetti come un'occasione imperdibile per dirottare i finanziamenti di natura militare-difensiva verso il disegno della "città nuova". Il piano Vanzo-Gregorj è molto ambizioso: spostare 500 metri più a sud l'attuale stazione ferroviaria di Treviso, costruire davanti ad essa una enorme piazza ad esedra da cui partono tre grandi assi stradali, uno dei quali (probabilmente tracciato per garantirsi l'appoggio degli Appiani) finisce esattamente davanti alla villa e alla fornace di Graziano Appiani. Tra i bastioni sud di Treviso e la stazione, il piano prevedeva la costruzione di una città giardino di dimensioni pari all'attuale centro intra moenia. Quel disegno è la prova del grande dibattito per la modernizzazione che ha animato la città di Treviso tra il 1899 e il 1910 e che vide Gregorio Gregorj da una parte e Graziano Appiani dall'altra tra i principali artefici e promotori. Vincitore di quel dibattito sarà proprio Appiani che sarà il principale artefice del fallimento del primo piano regolatore della città. Il tentativo di Gregorio Gregorj di concentrare attorno alla sua figura di industriale le competenze di amministratore, pubblicista, intellettuale e ricercatore non porta i risultati sperati: il piano Vanzo-Gregorj fallisce e, mentre le iniziative parallele prese da Graziano Appiani per "il suo" quartiere (l'"Eden") vanno tutte a buon fine, il sobborgo di Sant'Antonino in cui si trova la fornace Guerra-Gregorj resta isolato, lontano dalla città e dimenticato. La sconfitta politica e i primi sintomi di una lenta e lunga malattia, porteranno Gregorj ad allontanarsi dalla vita politica per dedicarsi interamente alla cura della sua industria e della sua vera, grande passione: l'arte.

### L'arte e il mecenatismo
Amante dell'oriente, collezionista e appassionato d'arte e di fotografia, Gregorio Gregorj costruisce un atelier nel centro della città di Treviso (via Calmaggiore) con l'intento di avere a disposizione una vera e propria squadra di artisti e decoratori al servizio della sua produzione industriale, in particolare delle ceramiche smaltate. Tra questi, Pietro Murani, Antonio Carlini, Cesare Laurenti, Arturo Martini. Tra il 1909 e il 1911 Gregori arriva addirittura a finanziare la formazione artistica di quest'ultimo a Monaco di Baviera. Il carteggio rivela un rapporto di grande gratitudine ma anche di preoccupazione del giovanissimo artista verso il suo mecenate che gli chiedeva la garanzia di una ideazione continua di idee e bozzetti da mettere in produzione. Alcune opere in ceramica smaltata ideate da Arturo Martini e prodotte dalla fornace Guerra-Gregorj sono conservate presso la galleria moderna del Museo Bailo di Treviso.

### L'attività di pubblicista
Nel 1889, Gregorio Gregorj riceve un premio dal Ministero dell'Agricoltura, Commercio e Industria per la pubblicazione "Le piccole industrie tra i contadini". Il libello pubblicato nel 1891 da Zoppelli di Treviso, è interessante perché indica agli agricoltori veneti quali sono le produzioni artigianali a cui possono dedicarsi con profitto senza entrare in pericolosa concorrenza con la giovane industria nazionale. Attento ai temi sociali, Gregorio scrive articoli su "L'Italia Agricola", "Il Progresso", "L'Indipendente", "La Provincia di Treviso", "Il Risveglio Trevigiano", "Gazzetta di Treviso", "L'Adriatico di Venezia". Le altre pubblicazioni sono:
- Le calzature economiche per le classi povere, Edizioni Italia Agricola, (senza data).
- I trovatelli presso i contadini del Veneto, Edizioni Zoppelli, Treviso (senza data).
- Studio sull'emigrazione dei contadini dal Veneto, Edizioni Zoppelli, Treviso 1897.
- Gli orizzonti dell'emigrazione italiana. Conferenza letta in Treviso nel 20 ottobre 1901, sotto gli auspici della "Dante Alighieri", Edizioni Zoppelli, Treviso 1901.
- A proposito dei mattoni pel campanile di San Marco, Edizioni Turazza, Treviso 1904.
- L'arte applicata all'industria. Nozioni per la scuola libera popolare, Regie Officine d'Arti Grafiche Longo, Treviso 1905.
- Memoria della Commissione Pellagrologica Provinciale di Treviso per Congresso Nazionale Pellagrologico in Milano, Edizioni Stabilimenti Tipografici Provinciali, Treviso 1906.
- La riforma daziaria e le proposte di assestamento del bilancio comunale, Tipografia Ditta Zoppelli, Treviso 1908.

Per conoscere il pensiero e il piglio modernista di Gregorio Gregorj sui temi della modernizzazione della città di Treviso, sono interessanti due pubblicazioni del 1910: Questioni commerciali e interessi cittadini, edito dalle Regie Officine d'Arti Grafiche Longo di Treviso e soprattutto, dello stesso editore, Treviso nel 1930, scritto visionario in cui l'autore immagina come sarà la sua città tra venti anni.